# یخچال طبیعی فورنو
یخچال طبیعی فورنو (به لاتین: Forno Glacier) یک یخچال طبیعی در سوئیس است که در کانتون گراوبوندن واقع شده‌است.